# Northglenn
Northglenn är en stad (city) i Adams County, och  Weld County, i delstaten Colorado, USA. Enligt United States Census Bureau har staden en folkmängd på 36 588 invånare (2011) och en landarea på 19,2 km².